# 辛斯華爾體操及體育會
辛斯華爾體操及體育會（GIF Sundsvall），簡稱GIF松兹瓦尔或松兹瓦尔，是瑞典足球隊，位於松茲瓦爾。1903年8月25日成立。

## 著名球員
- 托马斯·布罗林
- 佩爾·尼爾森（Per Nilsson）

## 外部連結
- GIF Sundsvall （页面存档备份，存于） - official site
- Patronerna - official supporter club site